# Cuis
Cuis és un municipi francès, situat al departament del Marne i a la regió del Gran Est. L'any 2007 tenia 393 habitants.

## Demografia

### Població
El 2007 la població de fet de Cuis era de 393 persones. Hi havia 163 famílies, de les quals 39 eren unipersonals (16 homes vivint sols i 23 dones vivint soles), 58 parelles sense fills, 58 parelles amb fills i 8 famílies monoparentals amb fills.
La població ha evolucionat segons el següent gràfic:
Habitants censats

### Habitatges
El 2007 hi havia 197 habitatges, 166 eren l'habitatge principal de la família, 2 eren segones residències i 28 estaven desocupats. 195 eren cases i 2 eren apartaments. Dels 166 habitatges principals, 143 estaven ocupats pels seus propietaris, 16 estaven llogats i ocupats pels llogaters i 8 estaven cedits a títol gratuït; 18 tenien tres cambres, 50 en tenien quatre i 98 en tenien cinc o més. 124 habitatges disposaven pel capbaix d'una plaça de pàrquing. A 66 habitatges hi havia un automòbil i a 91 n'hi havia dos o més.

### Piràmide de població
La piràmide de població per edats i sexe el 2009 era:
| Homes | Edats   | Dones |
| ----- | ------- | ----- |
| 0     | 95 o +  | 0     |
| 0     | 90 a 94 | 4     |
| 0     | 85 a 89 | 4     |
| 8     | 80 a 84 | 4     |
| 4     | 75 a 79 | 8     |
| 8     | 70 a 74 | 0     |
| 12    | 65 a 69 | 16    |
| 16    | 60 a 64 | 8     |
| 8     | 55 a 59 | 12    |
| 12    | 50 a 54 | 8     |
| 16    | 45 a 49 | 20    |
| 24    | 40 a 44 | 12    |
| 16    | 35 a 39 | 36    |
| 32    | 30 a 34 | 16    |
| 4     | 25 a 29 | 8     |
| 16    | 20 a 24 | 12    |
| 16    | 15 a 19 | 8     |
| 12    | 10 a 14 | 12    |
| 16    | 5 a 9   | 20    |
| 16    | 0 a 4   | 24    |

## Economia
El 2007 la població en edat de treballar era de 253 persones, 212 eren actives i 41 eren inactives. De les 212 persones actives 207 estaven ocupades (107 homes i 100 dones) i 5 estaven aturades (4 homes i 1 dona). De les 41 persones inactives 20 estaven jubilades, 15 estaven estudiant i 6 estaven classificades com a «altres inactius».

### Ingressos
El 2009 a Cuis hi havia 167 unitats fiscals que integraven 396 persones, la mediana anual d'ingressos fiscals per persona era de 25.762 €.

### Activitats econòmiques
Dels 14 establiments que hi havia el 2007, 2 eren d'empreses alimentàries, 1 d'una empresa de fabricació d'altres productes industrials, 3 d'empreses de construcció, 3 d'empreses de comerç i reparació d'automòbils, 1 d'una empresa d'hostatgeria i restauració, 1 d'una empresa financera, 1 d'una empresa immobiliària i 2 d'empreses de serveis.
Dels 4 establiments de servei als particulars que hi havia el 2009, 1 era un taller de reparació d'automòbils i de material agrícola, 1 paleta i 2 guixaires pintors.
L'any 2000 a Cuis hi havia 88 explotacions agrícoles que ocupaven un total de 481 hectàrees.

## Poblacions més properes
El següent diagrama mostra les poblacions més properes.